# 昆蒂
昆蒂（Khunti），是印度贾坎德邦Ranchi县的一个城镇。总人口29271（2001年）。

## 人口
该地2001年总人口29271人，其中男性15359人，女性13912人；0—6岁人口4321人，其中男2214人，女2107人；识字率68.53%，其中男性为74.93%，女性为61.47%。